# MITF
MITF (англ. Melanogenesis associated transcription factor) – білок, який кодується однойменним геном, розташованим у людей на короткому плечі 3-ї хромосоми.  Довжина поліпептидного ланцюга білка становить 526 амінокислот, а молекулярна маса — 58 795.
| 10         |  | 20         |  | 30         |  | 40         |  | 50         |
| ---------- |  | ---------- |  | ---------- |  | ---------- |  | ---------- |
| MQSESGIVPD |  | FEVGEEFHEE |  | PKTYYELKSQ |  | PLKSSSSAEH |  | PGASKPPISS |
| SSMTSRILLR |  | QQLMREQMQE |  | QERREQQQKL |  | QAAQFMQQRV |  | PVSQTPAINV |
| SVPTTLPSAT |  | QVPMEVLKVQ |  | THLENPTKYH |  | IQQAQRQQVK |  | QYLSTTLANK |
| HANQVLSLPC |  | PNQPGDHVMP |  | PVPGSSAPNS |  | PMAMLTLNSN |  | CEKEGFYKFE |
| EQNRAESECP |  | GMNTHSRASC |  | MQMDDVIDDI |  | ISLESSYNEE |  | ILGLMDPALQ |
| MANTLPVSGN |  | LIDLYGNQGL |  | PPPGLTISNS |  | CPANLPNIKR |  | ELTACIFPTE |
| SEARALAKER |  | QKKDNHNLIE |  | RRRRFNINDR |  | IKELGTLIPK |  | SNDPDMRWNK |
| GTILKASVDY |  | IRKLQREQQR |  | AKELENRQKK |  | LEHANRHLLL |  | RIQELEMQAR |
| AHGLSLIPST |  | GLCSPDLVNR |  | IIKQEPVLEN |  | CSQDLLQHHA |  | DLTCTTTLDL |
| TDGTITFNNN |  | LGTGTEANQA |  | YSVPTKMGSK |  | LEDILMDDTL |  | SPVGVTDPLL |
| SSVSPGASKT |  | SSRRSSMSME |  | ETEHTC     |  |            |  |            |

A: Аланін

C: Цистеїн

D: Аспарагінова кислота

E: Глутамінова кислота

F: Фенілаланін

G: Гліцин

H: Гістидин

I: Ізолейцин

K: Лізин

L: Лейцин

M: Метіонін

N: Аспарагін

P: Пролін

Q: Глутамін

R: Аргінін

S: Серин

T: Треонін

V: Валін

W: Триптофан

Кодований геном білок за функціями належить до активаторів, білків розвитку, фосфопротеїнів. 
Задіяний у таких біологічних процесах як транскрипція, регуляція транскрипції, поліморфізм, альтернативний сплайсинг. 
Білок має сайт для зв'язування з ДНК. 
Локалізований у ядрі.